# Union Mikołajów
Union Mikołajów (ukr. «Уніон» Миколаїв) – ukraiński klub piłkarski z siedzibą w mieście Mikołajów), na południu kraju, działający w latach 1912–1923.

## Historia
Chronologia nazw:
- 1912: Union Mikołajów (ukr. «Уніон» Миколаїв, ros. «Унион» Николаев)
- 1923: klub rozwiązano

Drużyna piłkarska Zebra została założona w Mikołajowie we wrześniu 1912 roku przez cześć piłkarzy, która odeszła od Athletic Clubu.
We wrześniu 2012 roku z inicjatywy "Athletic Club" i innych lokalnych drużyn zorganizowana została Mikołajowska Futbolowa Liga. Pod patronatem Ligi organizowane są pierwsze mistrzostwa miasta. W losowaniu wzięło udział 8 drużyn lokalnych w tym "Union".
W marcu 1913 roku "Athletic Club" rozegrał swoje ostatnie 2 mecze z najsilniejszą drużyną kijowskiej Politechniki (mistrz Kijowa 1912, wicemistrz Kijowa 1913). Mecze zakończyły się odpowiednio wynikami 1:1 i 0:2. Kijowianie byli silniejsi.
W latach 1914-1918 klub brał udział w mistrzostwach miasta. Turnieje odbywały się dwa razy w roku – wiosną i jesienią. Union był drugim po MKS najlepszym klubem miasta zdobywając medale mistrzostw miasta.
Podczas interwencji francuskiej w latach 1919-1920 w Mikołajowie istniały tylko dwie drużyny: MKS i Union. Czasami grali między sobą lub z zespołami interwencyjnymi.
W 1920 roku miasto zajęła Armia Czerwona, a rok później wznowiono mistrzostwa miasta. Na wiosennych mistrzostwach 1921 roku liderzy potwierdzili swoją reputację: MKS – pierwszy, Union – drugi. Trzecia była młoda drużyna Stoczni Marynarki Wojennej o nazwie Nawal.
Przez kolejne dwa lata klub utrzymał pozycję lidera. Wśród robotników w mieście zaczęły powstawać inne kluby piłkarskie. Jesienią 1923 roku Union po raz ostatni zagrał w mistrzostwach miasta, po czym zniknął, ostatecznie ustępując miejsca nowym zespołom. Równolegle z Unionem również MSK został zlikwidowany. Najlepsi zawodnicy obu drużyn weszli do zorganizowanej w tym samym roku drużyny Profintern zarządzanej przez Okrprofbiuro.

## Sukcesy
- mistrzostwa Mikołajowa:
  - mistrz (3): 1914 (j), 1915 (w), 1917 (w)
  - wicemistrz (13): 1912, 1914 (w), 1916 (w), 1916 (j), 1917 (j), 1918 (j), 1919, 1920, 1921 (w), 1921 (j), 1922 (w), 1922 (j), 1923 (w)
  - 3.miejsce (?): ...